# Свято-Миколаївська церква (Олевськ)
Свято-Миколаївська церква в Олевську — православний (УПЦ МП) храм у місті Олевськ (Коростенський район, Житомирська область), цінна давня історико-архітектурна і сакральна пам'ятка регіону, одна з найкраще збережених архітектурних споруд XVI століття країни. Храм є «візитівкою» — головною пам'яткою і туристичним об'єктом Олевська.
Подеколи Миколаївську церкву Олевська вважають найдавнішим серед збережених храмів Житомирщини, оскільки, хоча храм і поступається віком Овруцькій церкві святого Василя ще руського періоду, остання зазнала значніших подальших перебудов.
Святиня розташована в середмісті неподалік від будівлі Олевської державної адміністрації. 

## Опис

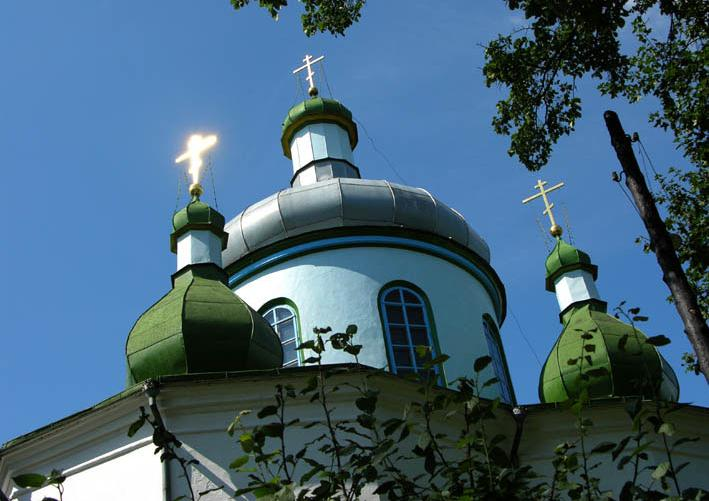
Барабан і декоративні бані церкви

Свято-Миколаївська церква в Олевську мурована, з вкрапленням у кладку цегли. Храм, хрещатий у плані, має напівкруглі грановані гілки, крім західної, — прямокутної. Над гілками хреста розташовуються чотири декоративні псевдо-барокові бані (встановлені у XIX ст.). Посередині споруди — купол на циліндровому барабані. Перехід від підкупольного квадрату до барабана здійснений за допомогою тромпоподібних вітрил і стрілчастих підпружних арок. 
У композиції храму переважають вертикальні членування, пропорції стрункі, силует виразний. Висота культової споруди (до верхівки куполу) — 18,5 м.
З тильного боку храму розташована дзвіниця з оригінальним горішнім хрестом-сонцем, характерним для тогочасної литовської католицької традиції.
Хори в західній частині церкви спираються на низьку масивну арку зі стрілчастим завершенням. Оригінальні фрески не збереглися, внутрішній розпис Миколаївської церкви в Олевську був виконаний московськими майстрами у XX столітті в російському стилі.
У цілому Миколаївський храм в Олевську належить до найяскравіших витворів української архітектури XVI століття[джерело?].

## Історія та легенди

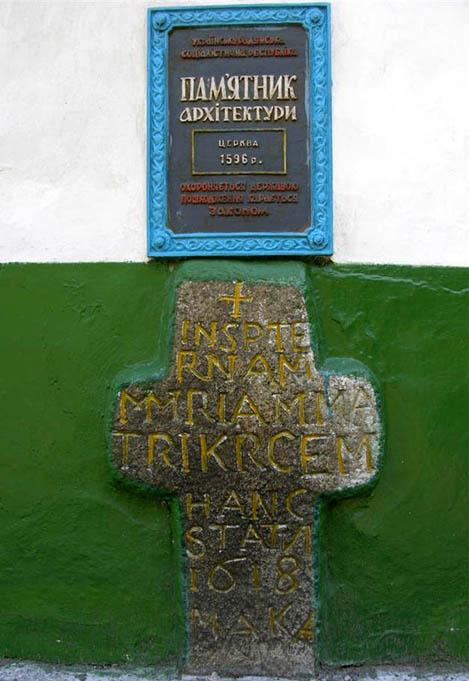
Хрест і дошка на стіні церкви

Миколаївську церкву в Олевську збудували в 1596 році. Зараз на одній зі стін церкви є вмурований хрест із викарбованою датою — 1618. Над хрестом висить табличка, яка свідчить що церква побудована саме 1596 року. Чому по-різному датують рік будівництва храму — невідомо, але, ймовірно, у 1618 році його добудовували.

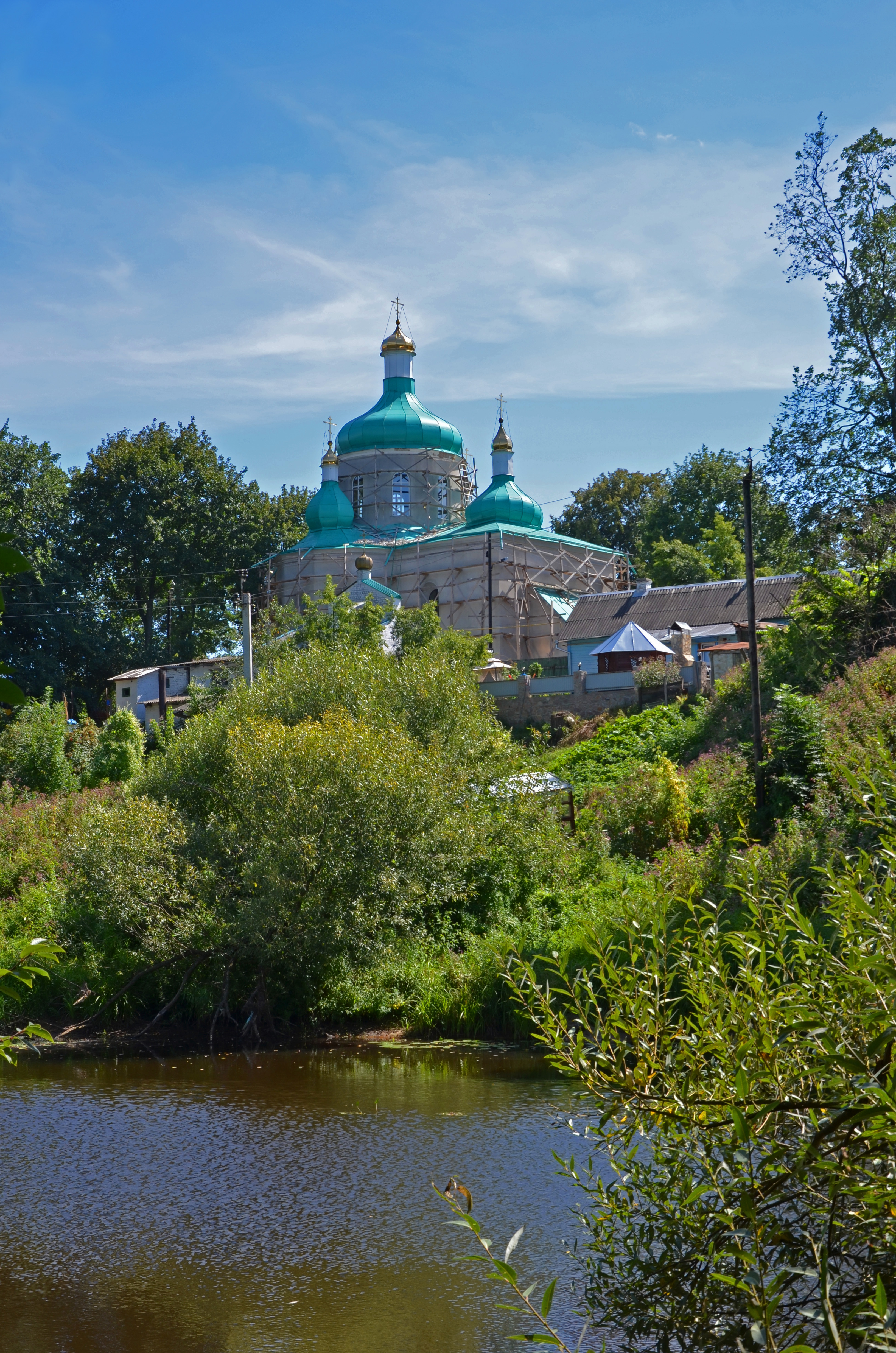
Миколаївська церква (мур.), смт.Олевськ

Олевська Миколаївська церква зводилася як церква оборонного типу, про що свідчать потужні стіни завтовшки 1,8 метра та вузькі вікна-бійниці (колись ніші між ними займали ікони). Спочатку вона мала готичні форми та одну баню.
У 1864 році храм відновили та добудували. Навколо головної бані тоді звели ще чотири — декоративні. 
У ХХ столітті у повоєнні роки настоятелем олевського Свято-Миколаївського храму був рукоположений отець Володимир (в миру Володимир Степанович Маркевич). Нині (2000-ні) настоятелем храму є отець Феодор (Федір Іонович Нечипорук). 
Останній ремонт церкви зроблений у 2007 році. Тоді для ніш між вікнами-бійницями на пожертвування вірян були виготовлені мозаїчні ікони. 
Богослужіння в святині, що нині є храмом УПЦ МП, провадяться щотижня, а на великі православні свята і церква, і церковне подвір'я вщерть заповнені віруючими.

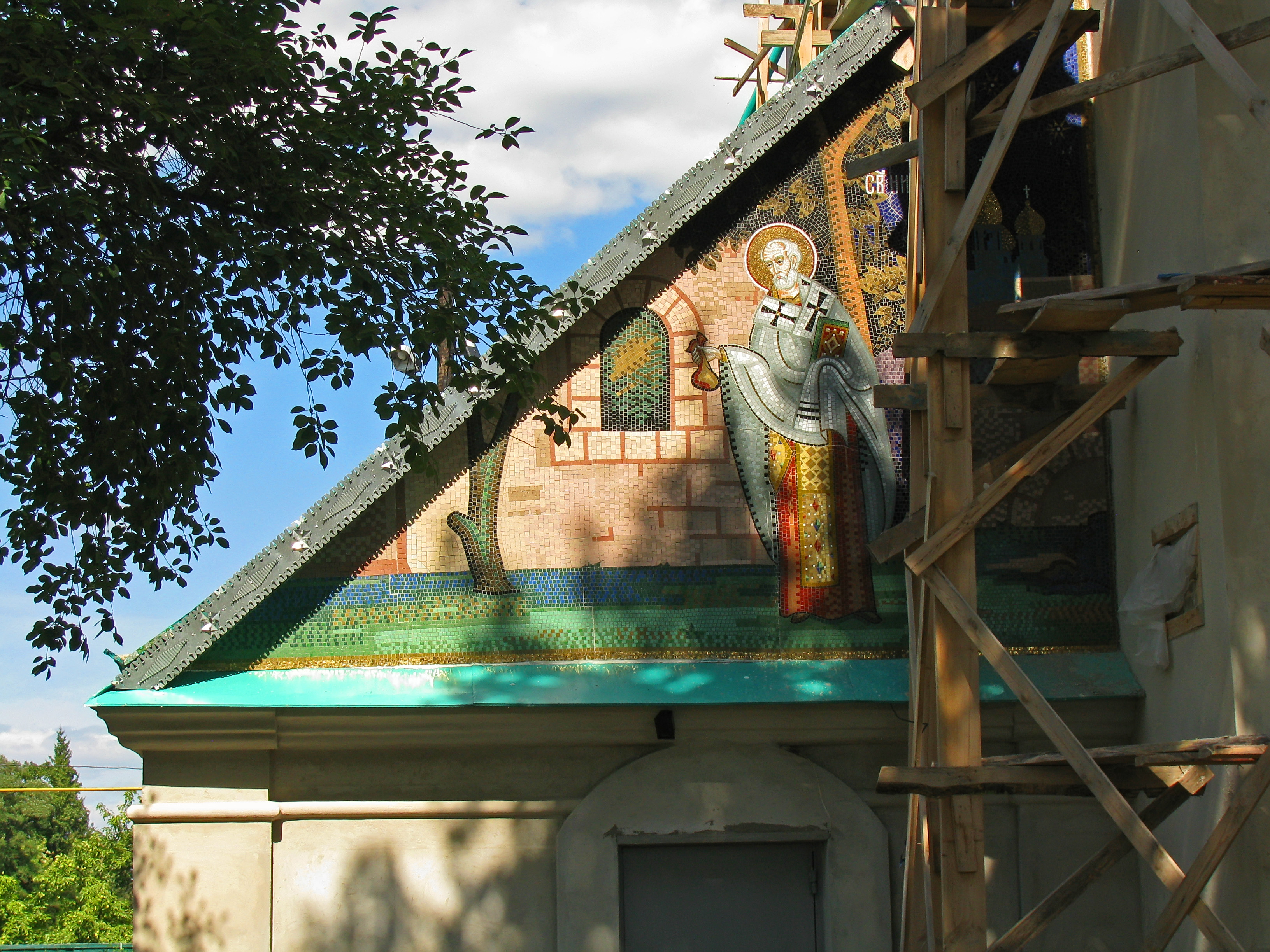
Миколаївська церква мозаїка

Серед олевчан побутує легенда про підземний хід, який від церкви простягається за місто на десятки кілометрів. Однак навіть місцеві краєзнавці та історики ані підтверджують, ані спростовують цей переказ.

## Виноски
1. ↑  Олевськ. Миколаївська церква, 1596 р. [Архівовано 29 серпня 2008 у Wayback Machine.] // Памятники градостроительства и архитектуры Украинской ССР. в 4-х томах (за ред. Жарікова Н.Л.), К.: «Будивэльнык», 1983-1986 (електронна версія), Том 2, стор. 154 (рос.)
2. ↑  Олевськ [Архівовано 4 листопада 2010 у Wayback Machine.] на ukrainaincognita.com (вебпроект «Україна Інкоґніта») [Архівовано 22 серпня 2015 у Wayback Machine.] (текст та фото Максима Мельникова)
3. ↑  Свято-Миколаївська церква в Олевську [Архівовано 23 квітня 2014 у Wayback Machine.] на www.nedaleko.ua (Туризм і відпочинок в Україні і ближньому зарубіжжі) [Архівовано 30 серпня 2011 у Wayback Machine.]
4. ↑  Свято-Миколаївській церкві виповнилося 415 років (матеріал у блозі «Олевськ»). Архів оригіналу за 18 травня 2014. Процитовано 28 травня 2011.